# Humban-Numena
Humban-Numena o Kumban-Numena, fue un rey del Imperio elamita perteneciente a la dinastía igehalkida del Período Medio Elamita (siglo XIV a. C.) Era hijo y sucesor de Attar-kittah, como está atestiguado en sus inscripciones del templo de Lyian, y en Susa. Es mencionado como padre del rey Untash-Naprisha, en una inscripción posterior del rey Shilhak-Inshushinak. De acuerdo con una copia neobabilónica de una carta de una rey elamita ala corte de Babilonia,  (la llamada carta de Berlín), se casó con una hija del rey de Babilonia, Kurigalzu, o con una hija de su tío, el rey elamita Pahir-ishsha.